# Raemerhei (Faturasa)
Raemerhei (Raimerahai) ist eine osttimoresische Aldeia im Suco Faturasa (Verwaltungsamt Remexio, Gemeinde Aileu). 2015 lebten in der Aldeia 443 Menschen.

## Geographie und Einrichtungen
Die Aldeia Raemerhei liegt im Nordosten des Sucos Faturasa. Nordwestlich befindet sich die Aldeia Faculau und südwestlich die Aldeia Caitaso. Im Norden grenzt Raemerhei an den Suco Tulataqueo, im Süden  an das Verwaltungsamt Lequidoe mit seinem Suco Faturilau und im Osten an die Gemeinde Manatuto mit ihren Sucos Funar (Verwaltungsamt Laclubar), Uma Naruc (Verwaltungsamt Laclo) und Iliheu (Verwaltungsamt Manatuto). Die Nordgrenze bildet der Fluss Lohun. An der Grenze zu Caitoso fließt der Sulinsorei, der mit dem von Westen kommenden Hatomeco den Noru bildet, dem Grenzfluss zu Faturilau. Der Noru mündet an der Südostspitze in den Nördlichen Laclós, zu dessen System auch der Lohun gehört.
Vom Westen her führt eine kleine Straße in die Aldeia Raemerhei und endet bereits im Westen kurz hinter dem Dorf Terlete. Nur Pisten führen weiter in die Dörfer Baru und Raemerhei lama (in anderen Karten Luquisa oder Luqinsa). In Baru gibt es eine Grundschule.

## Politik
Bei den Kommunalwahlen in Osttimor 2009 wurde Manuel Mendonca da Costa zum Chefe de Aldeia gewählt. Die nächsten Wahlen fanden 2016 und 2023 statt.